# Autorail
 (février 2013).
Si vous disposez d'ouvrages ou d'articles de référence ou si vous connaissez des sites web de qualité traitant du thème abordé ici, merci de compléter l'article en donnant les références utiles à sa vérifiabilité et en les liant à la section « Notes et références ».

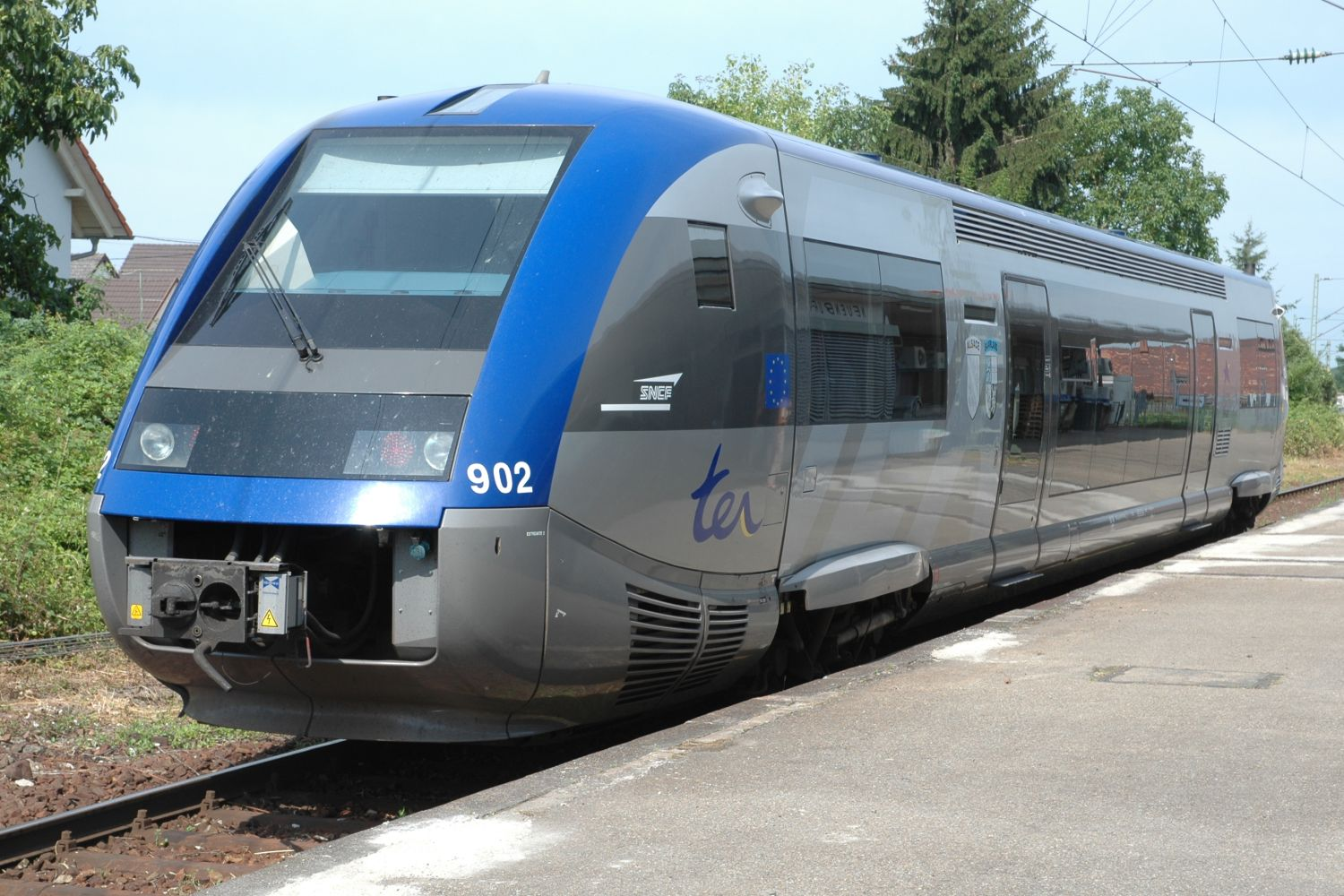
Un X 73900 en service entre Mulhouse et Neuenburg (Allemagne).

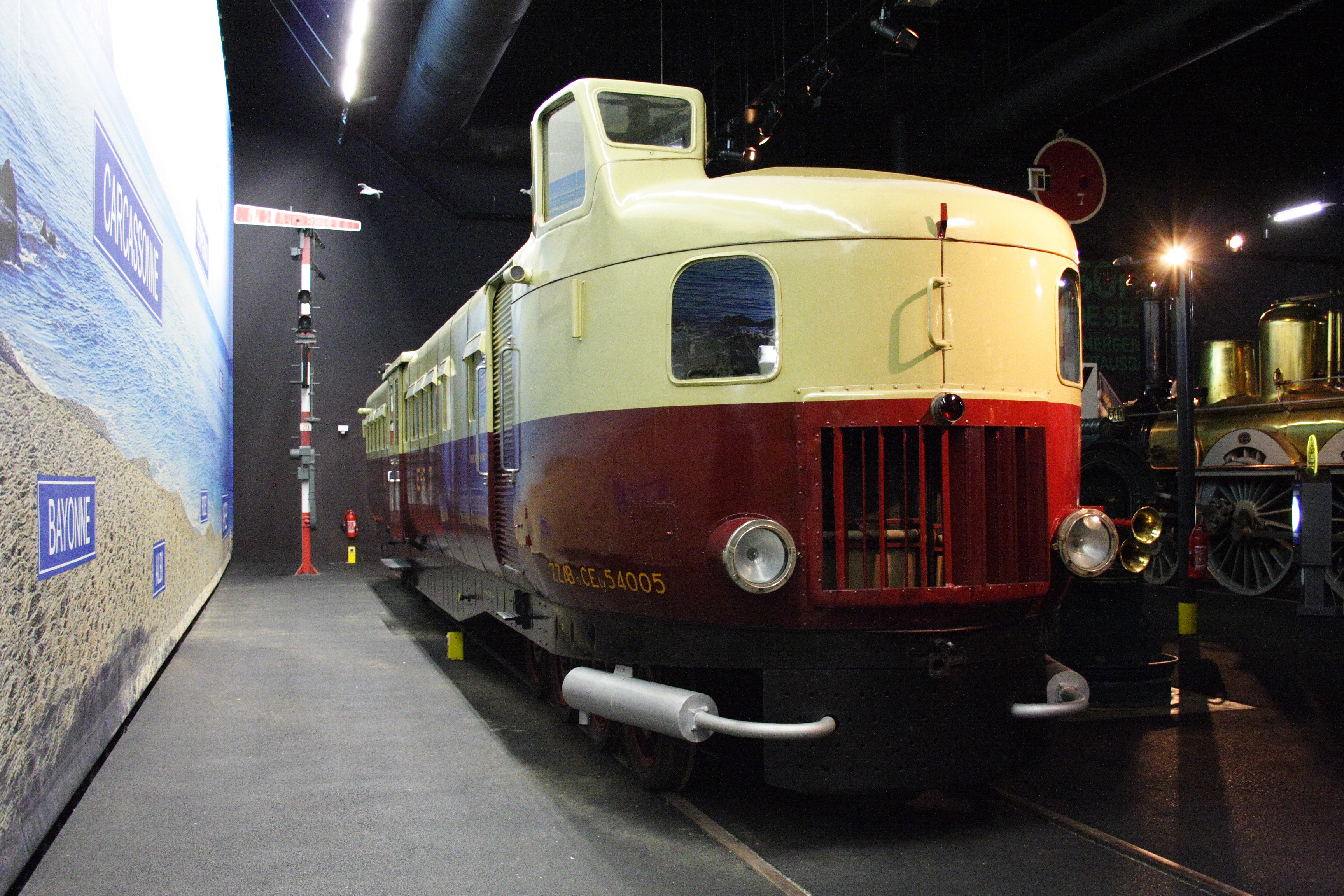
La Micheline un autorail chaussé de pneus.

Un autorail ou automoteur thermique est un type d'automoteur comportant un moteur à combustion interne (MCI) qui sert directement à la propulsion du véhicule (transmission mécanique, hydraulique) ou qui sert à entrainer un groupe électrogène produisant de l'électricité pour alimenter des moteurs de traction électriques (transmission électrique).

## Histoire

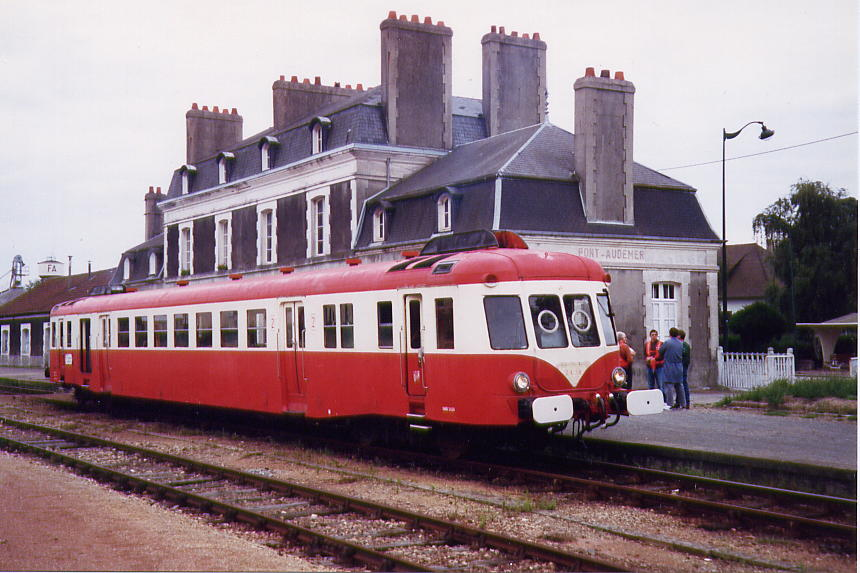
Ancien Autorail type X 2400 (France).

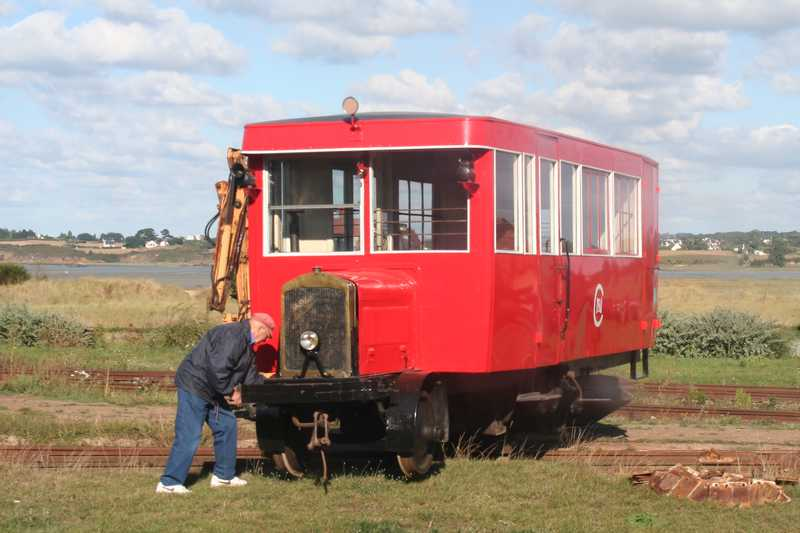
Autorail De Dion-Bouton type JM4 de l'AMTUIR ex Chemins de fer des Côtes-du-Nord en cours de tournage : ce matériel n'avait pas besoin d'un plaque tournante pour changer de sens à son terminus, car il était équipé d'un pivot permettant à son équipe de conduite de lui faire faire un demi-tour en pleine voie.

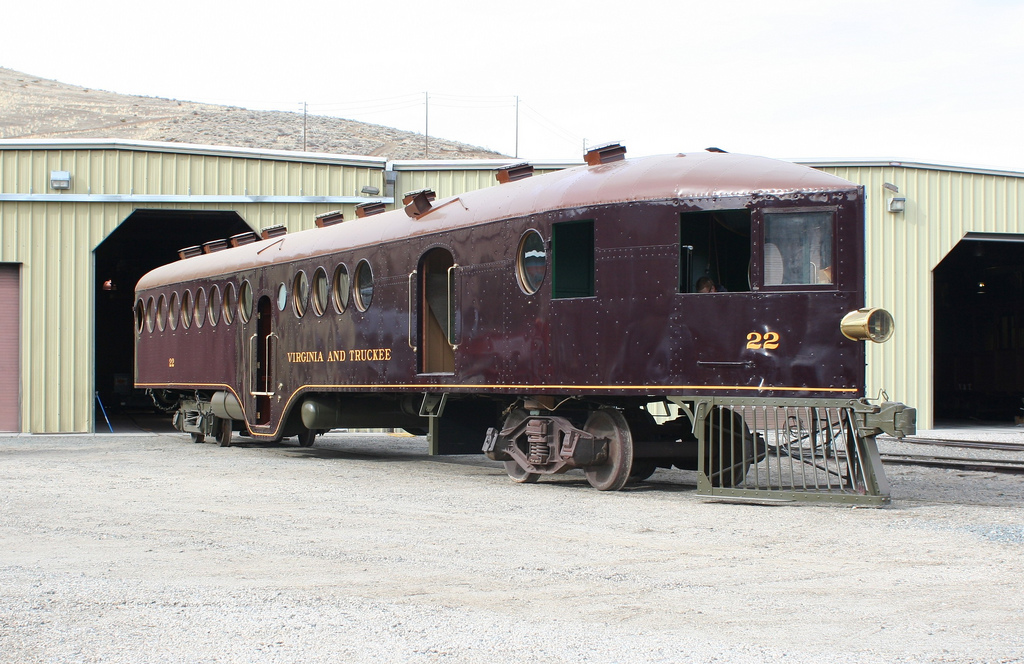
Autorail McKeen aux États-Unis.

Les premiers autorails ont été conçus avant la Première Guerre mondiale sur la base de véhicules routiers afin d'assurer une exploitation plus rapide et plus économique que des rames tractées par des locomotives à vapeur. Ils ont constitué une réponse à l'augmentation des coûts d'exploitation des lignes secondaires durant l'entre-deux-guerres, et d'importants constructeurs, tels que De Dion-Bouton, Decauville, Billard ont réalisé des autorails dont certains subsistent aujourd'hui encore sur des réseaux touristiques.
Dans les années 1935, la société Michelin construisit des michelines, autorails rapides équipés de roues spéciales munies de pneus creusés brevetés : le pneurail. Bugatti réalisa également de tels véhicules de luxe.
Par la suite, le terme de « micheline » a désigné les « autorails » par antonomase.

## Définition
Un autorail est un véhicule ferroviaire à traction thermique se déplaçant par ses propres moyens. Ce véhicule ou ensemble de véhicules ferroviaires automoteur à traction thermique est destiné au transport de voyageurs. L'autorail ne doit pas être confondu avec l'automotrice qui est un engin remplissant la même fonction mais dont le mode de propulsion est uniquement électrique. En France, la confusion est parfois présente car à l'époque antérieure à la nationalisation des chemins de fer, seul le terme automotrice était employé.
Il peut généralement circuler en convoi, attelé à une ou plusieurs remorques selon les spécifications techniques, ou accouplé avec un ou plusieurs autres autorails en unité multiple (UM) ou en jumelage pour les plus anciennes séries. L'unité multiple permet au conducteur de commander les véhicules en même temps (cas par exemple des X 73500 pour les autorails récents, ou des X 2800 après leur rénovation, qui étaient couplables même par l'intermédiaire des remorques XR 6000, et également avec les X 2100) alors que le jumelage obligeait la présence d'un conducteur dans chaque élément et une bonne compréhension entre eux, car le seul moyen de communiquer était un code par sonnerie ou plus tard par radio.
Sur le plan technique, un autorail est généralement propulsé par un (ou plusieurs) moteurs Diesel monté sous le plancher ou dans la caisse. La transmission peut être des types suivants :
- Mécanique, avec une boîte de vitesses comme sur un autocar ou un camion ;
- Électrique, avec une génératrice accouplée au moteur Diesel, et des moteurs électriques entraînant l'essieu moteur (en France, les X 52000 et X 52100 ont été les premiers de la SNCF) ;
- Hydraulique (par exemple, boîte Mekydro hydrodynamique sur les autorails RGP2, RGP1 et X 2800).

D'autres techniques de propulsion ont existé mais ont aujourd'hui disparu dans les réseaux modernes : autorail propulsé par un moteur à vapeur, à essence ou une turbine à gaz comme les RTG.

## Utilisation
Ces véhicules sont utilisés sur les lignes non électrifiées lorsque le trafic ne justifie pas l'utilisation d'une rame de voitures voyageurs tractée par une locomotive. La capacité limitée de l'autorail et son coût d'exploitation plus restreint sont alors parfaitement adaptés : c'est la situation qui se présente en particulier sur les lignes desservant des régions à faible densité comme en France le Massif central. Les autorails modernes permettent aujourd'hui d'offrir une prestation de qualité (vitesse, accélération, confort) sans avoir recours à l'électrification toujours très coûteuse de la ligne.

### En France

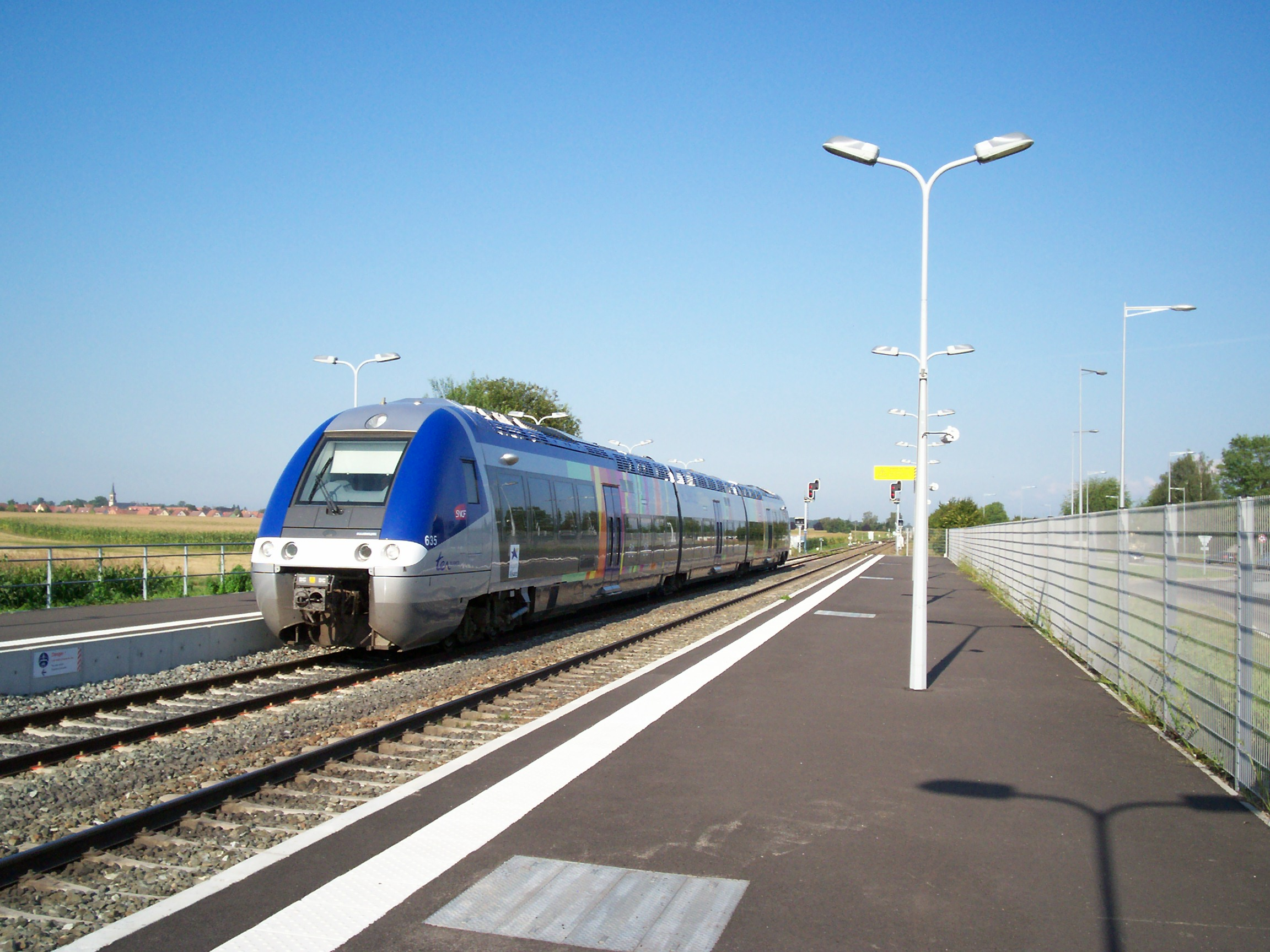
Une rame X 76500, version uniquement thermique de l'autorail grande capacité (AGC).

Depuis longtemps, les autorails ont été très utilisés en France et ce depuis les anciennes compagnies comme le Nord ou le PLM.
Parmi les anciens autorails de la SNCF les plus réputés, on note ceux des séries X 3000, X 31000, X 33000, X 42000, X 52000, X 52100, X 5800, X 3600, X 3700, X 3800, X 2400, X 2700, X 2770, X 4200 et X 2800.
En 1957, furent créés les célèbres Trans-Europ-Express (TEE) pour relier rapidement et confortablement les grandes métropoles européennes. Les autorails, de première classe avec supplément, avaient la restauration à bord et furent utilisés sur les lignes non électrifiées. Les X 2770 assuraient certains TEE comme l'Île-de-France reliant Paris-Nord à Amsterdam via Bruxelles, le Parsifal reliant Paris-Est à Dortmund, l'Arbalète de Paris-Est à Zurich via Mulhouse et Bâle. Ces mêmes autorails assurèrent ensuite des trains internationaux comme le Rhodanien reliant Genève à Marseille via Grenoble.
Après avoir également été désignées sous le nom d'« autorail », les séries X 2700, X 2770, X 4300, X 4500, X 4630, X 4750, X 4790 font désormais partie de la famille des éléments automoteurs diesel (EAD) parce que les véhicules de ces séries sont composés de plusieurs caisses.
L'entreprise ferroviaire Société générale de chemins de fer et de transports automobiles (CFTA) a utilisé sur ses deux lignes de Bretagne des autorails légers à deux essieux : les trois A2E fabriqués par Soulé. Désormais, ce sont des X 73500.
Aujourd'hui, les autorails les plus utilisés pour la SNCF sont les X 73500 (appelés également « ATER ») qui opèrent aux quatre coins de la France. depuis 2018 les modèles comme les X 2100, X 2200 ont été radié du parc de la SNCF laissant les X 73500 seul autorail monocaisse encore en circulation.
La série Régiolis, livrée à partir de 2014, comporte une version bimode, mais pas de version diesel, ce qui fait qu'elle est qualifiée d'élément automoteur (ni automoteur, ni autorail) à la SNCF.

### En Allemagne

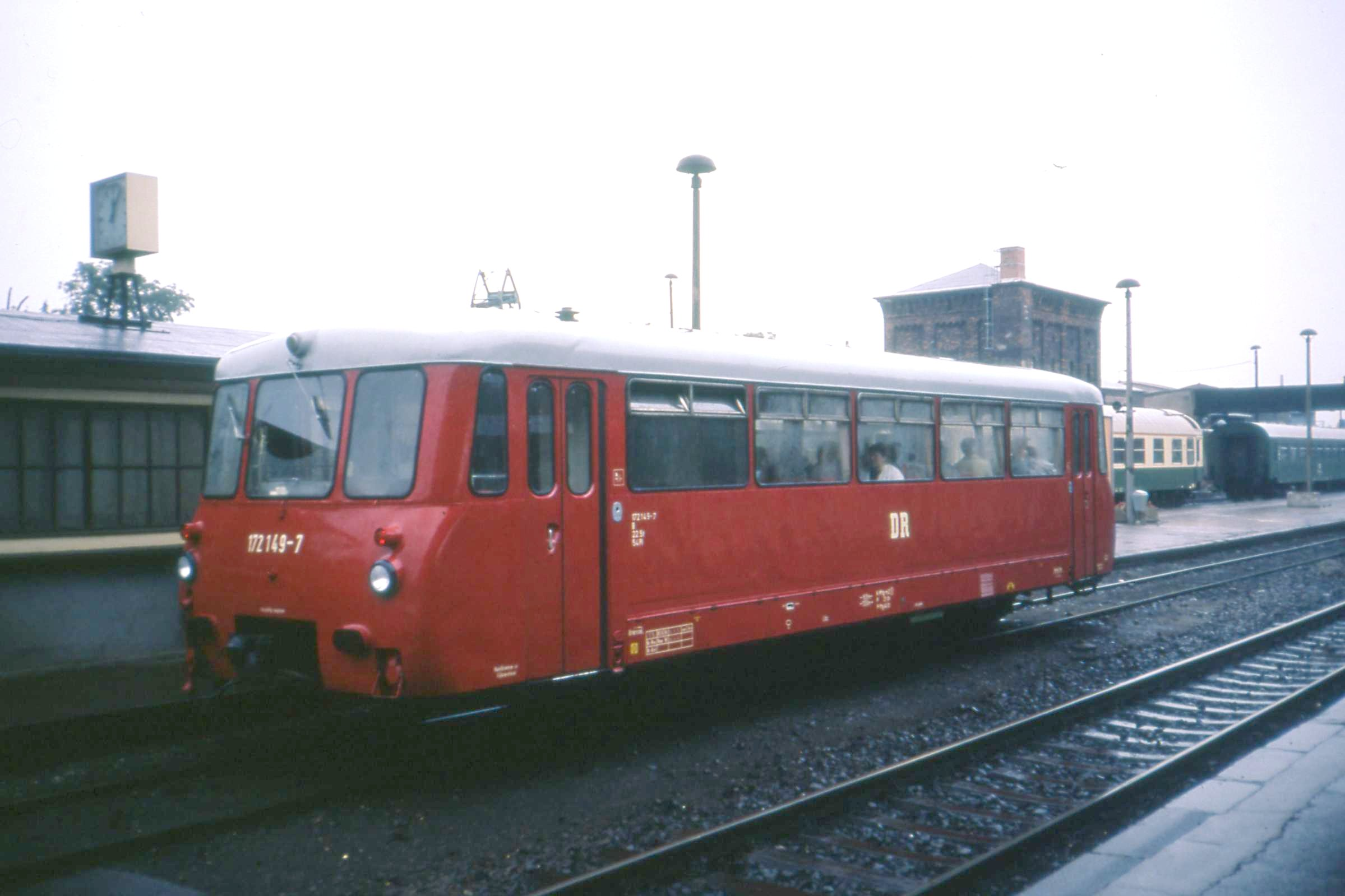
Schienenbus de la Deutsche Reichsbahn.

Parmi les autorails (Verbrennungs-Triebwagen / Diesel-Triebwagen, Triebwagen signifiant rame automotrice) les plus connus de la DB, il faut citer les Uerdinger Schienenbus avec leurs différentes sous-séries et les VT 628. Autrefois, certains autorails allemands, les VT 8.5 ou les VT 11.5 devenus VT 601, assuraient certains Trans Europ Express (TEE) comme le Parsifal reliant Paris à Dortmund ou le Saphir reliant Dortmund à Ostende via Liège et Bruxelles de 1957 à 1960. Certains autorails allemands sont pendulaires.

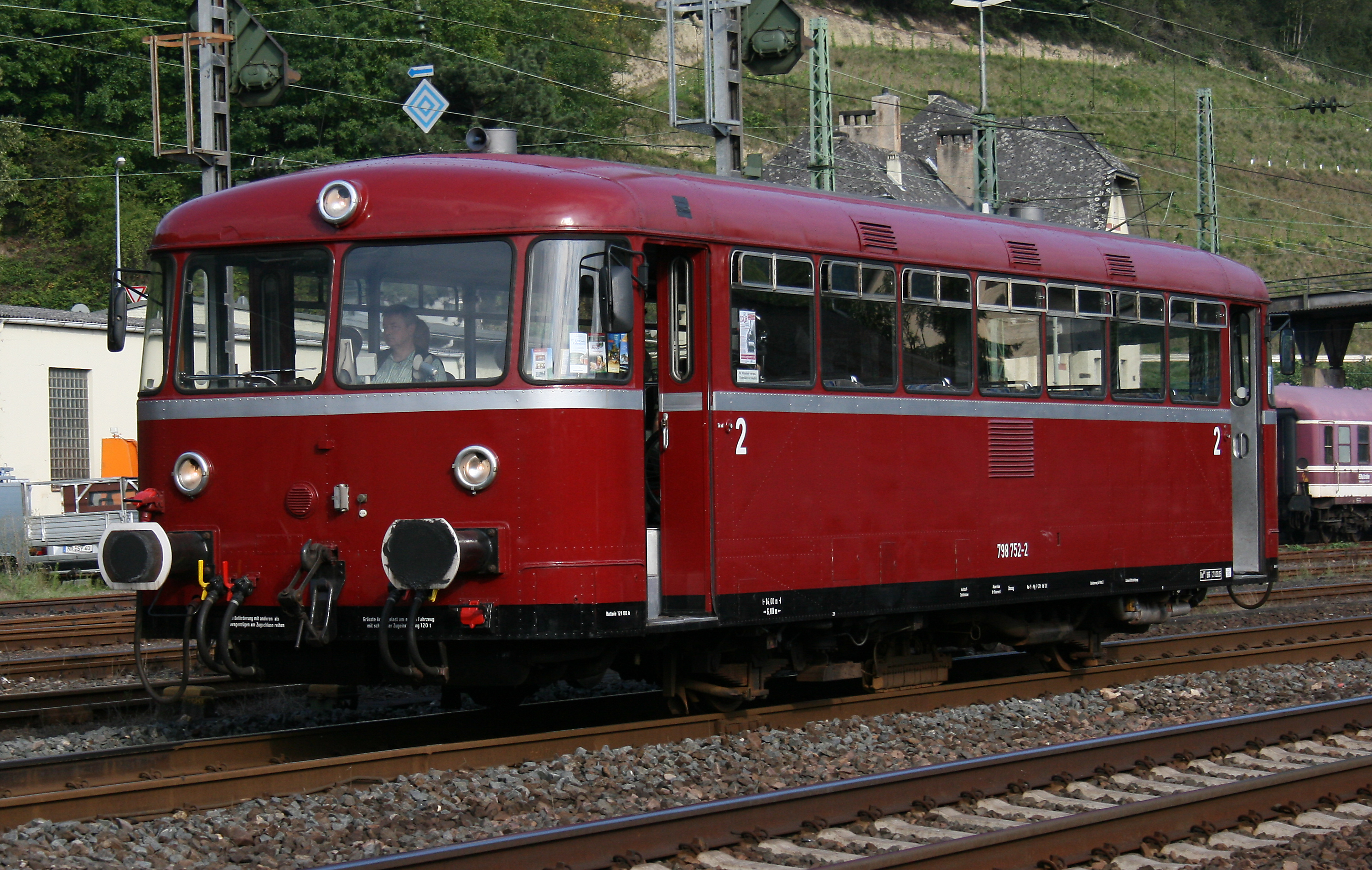
Schienenbus de la Deutsche Bundesbahn.

Parmi le matériel, l'autorail VT 610, frères des autorails X 73500 de la SNCF, est le fruit de la collaboration franco-allemande. Il circule, entre autres, dans la haute vallée du Rhin sur la rive allemande au départ de la gare badoise de Bâle et circule aussi en interpénétration sur le réseau français comme la relation directe Fribourg-en-Brisgau - Offenbourg - Kehl - Strasbourg - Sarrebruck. Certains d'entre eux sont d'ailleurs affectés au dépôt de Strasbourg[réf. nécessaire].
Deutsche Reichsbahn en RDA développa les autorails (aussi connus comme Schienenbus) de la série VT 2.09 à deux essieux qui étaient en service de 1962 jusqu'à nos jours, même si la plupart de la série fut radiée au début des années 2000. D'une série VT 4.12 des autorails à quatre essieux, seulement deux prototypes furent construits en 1964 et 1965 et radiés au début des années 1970.
Plusieurs nouvelles séries des rames automotrices légères sont mises en service en Allemagne depuis l'an 2000, dont le Stadler Regio-Shuttle RS1, les Alstom LHB Coradia LINT, les Bombardier Talent ou les VT 641.

### En Belgique

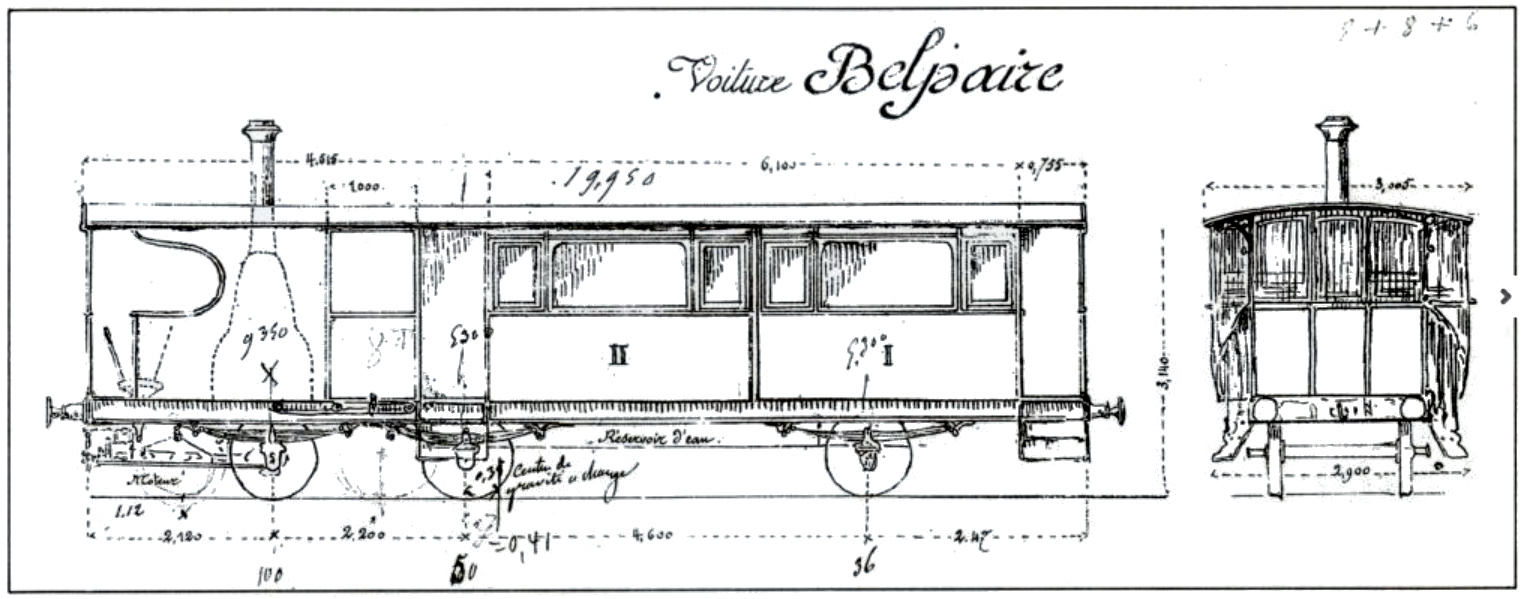
Plan d'une voiture à vapeur de 1878.

En Belgique, les Chemins de fer de l'État belge ont débuté l'expérimentation d'engins mixtes (locomotive à vapeur avec capacité de transport) sous l'impulsion de l'ingénieur en chef Alfred Belpaire en 1876. Les premières "voitures à vapeur" étaient des véhicules à trois ou quatre essieux dont deux étaient motorisés par une petite chaudière verticale disposée à l'une des extrémités de la caisse. 60 exemplaires furent produits entre 1878 et 1889. Tous furent retirés du service juste après la Première Guerre mondiale. L'expérience ne sera pas renouvelée, ces engins aux performances modestes n'apportant pas vraiment de valeur ajoutée par rapport à un court train assuré par une locomotive légère, apte à assurer d'autres services en parallèle. 
En 1893, des tests furent également menés avec un autorail à accumulateur, mais ils furent sans lendemains.
En 1929, l'existence à l'étranger d'engins performants, que ce soit avec les premières motorisations diesel ou avec des chaudières à vapeur plus efficaces, et la crise économique qui invite tous les services de l'État à rechercher des solutions économiques poussent la SNCB à lancer une étude des solutions éprouvées, réalisée par l'ingénieur principal Hennig. S'ensuivront des sessions de test qui déboucheront sur plusieurs commandes de petites séries prototypes afin de valider les différentes propositions sur une plus longue période.
Après la seconde guerre mondiale, la SNCB eut à nouveau recours à bon nombre d'autorails, plus particulièrement sur les petites lignes, en vue de maintenir un service souvent durement concurrencé par l'émergence de l'autobus et des automobiles individuelles. Les séries principales ont été les série 40, série 43 et série 44. Le 40.06 est préservé comme véhicule historique.

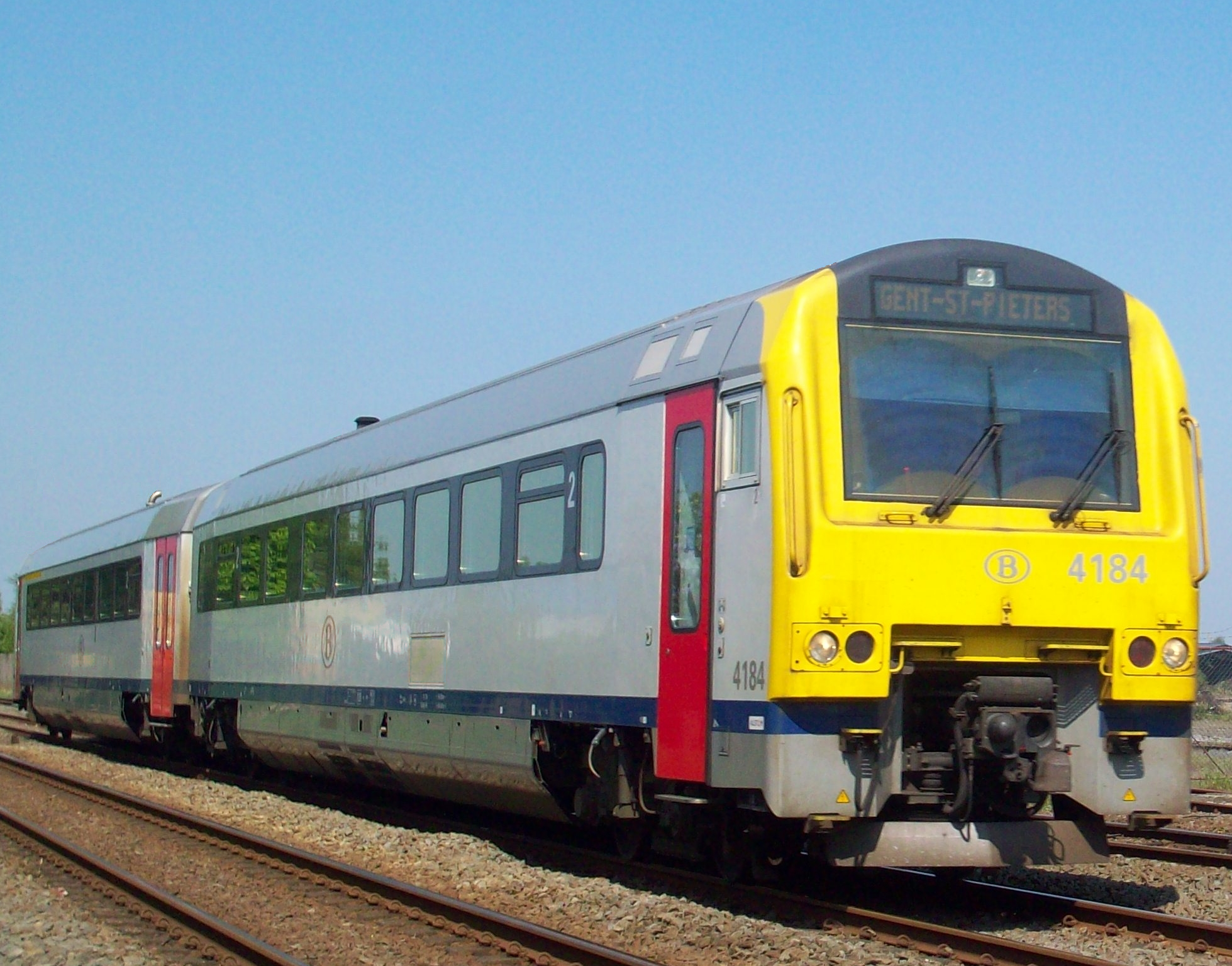
Un autorail belge de la série 41.

Depuis le début des années 2000, les seuls autorails encore utilisés par la SNCB sont ceux de la série 41.

### Au Luxembourg
Au Luxembourg, ont circulé de nombreux autorails soit d'origine allemande comme les Schienenbus, les Westwaggon, la série 100 Z 101 à Z 110 De Dietrich (identiques aux X 3700 de la SNCF) et dont le 105 est préservé, les VT 628, ou soit d'origine française comme la série 2100 2101 à 2110 des CFL, frères des autorails X 73500 de la SNCF. Ces derniers ont été revendus en 2005 à la Région Alsace et ont été ré-immatriculés à la SNCF sous les numéros X 73813 à X 73818 et repeints en livrée TER Alsace.
Des autorails VT 628 des CFL circulent en jumelage avec les VT 628 de la DB entre Luxembourg et Trèves en Allemagne.

### En Italie

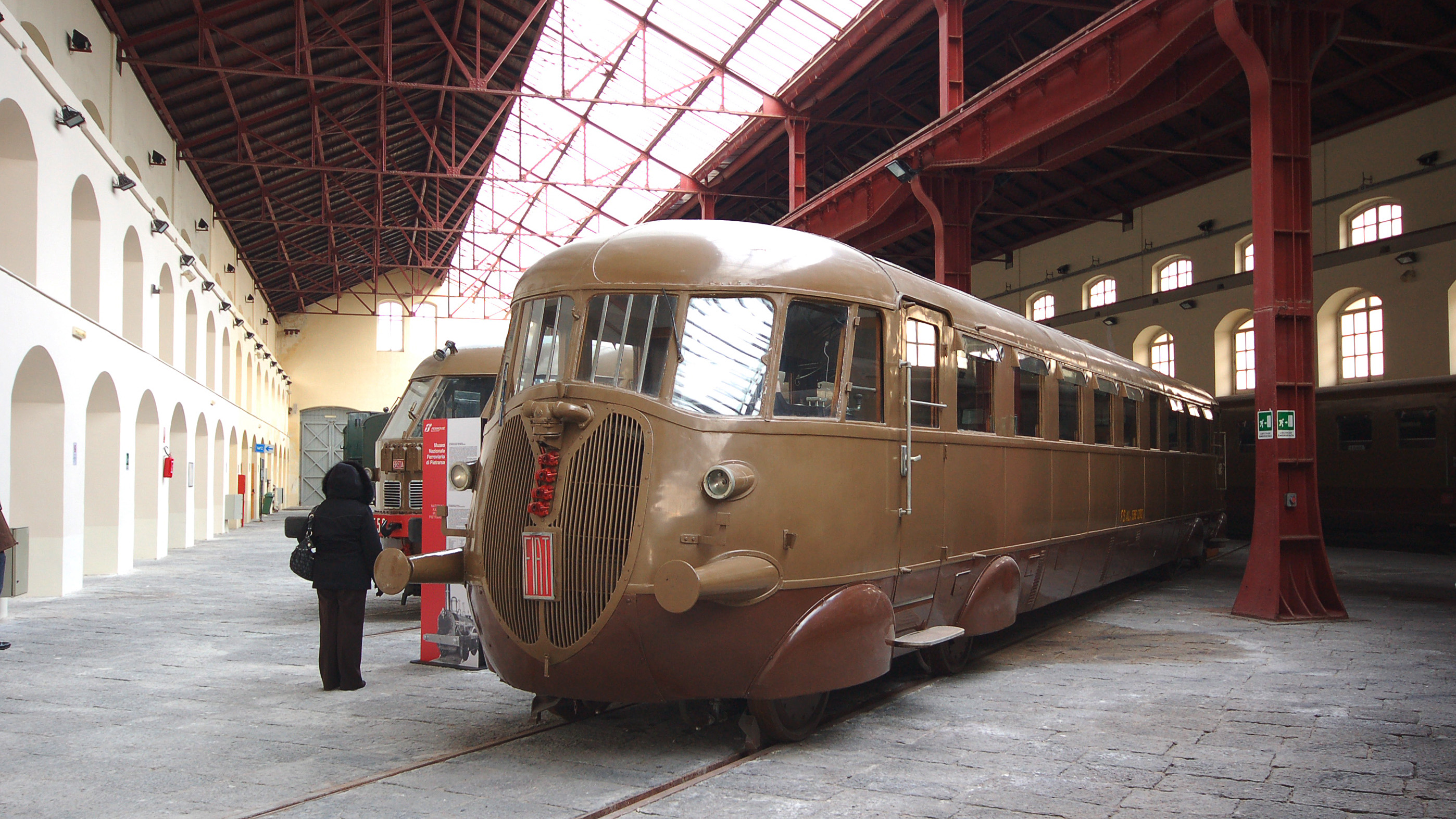
Une « Littorina » Fiat ALn 556 préservée.

L'Italie a toujours vu circuler de nombreux autorails des FS. Parmi les anciens autorails, on citera la célèbre Littorina Fiat ALb 25 de 1929 et FS ALb 48 de 1930. Puis sont venus les FS ALn 40 et les FS ALn 56, les ALn 772 et FS ALn 773 et surtout les FS ALn 668. Il convient également de noter les Autorail ARST ADe 90 et Autorail FIAT M4.
Les fameuses rames Automotrice Breda ALn 442-448 assuraient certains Trans Europ Express (TEE) comme le TEE Mont-Cenis reliant Lyon à Turin, le TEE Lemano reliant Genève à Milan via Brigue, ou le TEE Ligure reliant Milan à Avignon via Nice et Marseille et le TEE Mediolanum reliant Milan à Munich.
Aujourd'hui les Minuetto circulent sur de nombreuses lignes (dont celle de Coni à Vintimille passant par la vallée de la Roya en France), et ont remplacé les nombreux FS ALn 668.

### En Suisse et aux Pays-Bas
Les rames Hollando-suisses CFF/NS RAm 501 à 505 assuraient certains Trans Europ Express (TEE) comme l'Arbalète reliant Paris-Est à Zurich via Mulhouse et Bâle, l'Edelweiss reliant Bruxelles à Zurich via Luxembourg, Strasbourg et Bâle. La RAm 501 gravement accidentée en 1971 a été retirée du service, la partie non endommagée de la rame étant conservée pour ses pièces de rechange. Retirées du service le 25 mai 1974, les quatre rames restantes de quatre éléments (deux motrices encadrant deux remorques) ont été revendues en 1977 à l'Ontario Northland Railway, au Canada où elles ont terminé leur carrière en 1979 et furent mises à la ferraille en 1984, à l'exception de quatre jeux de trois voitures intermédiaires qui poursuivirent leur service jusqu'au 9 février 1992, tractées par des locomotives diesel canadiennes. L'association suisse TEE Classics réussit à préserver cinq voitures intermédiaires qu'elle rapatria en Europe en 1996. Garées à Heilbronn, elles furent revendues en 2006 à l'association TEE Nederland Fondation qui les a remisées à Zwolle.